# Вишневецкий, Дмитрий Ежи
Дми́трий Ежи Вишневе́цкий (Дымитр Ежи пол. Dymitr Jerzy Wiśniowiecki) (19 декабря 1631 — 28 июля 1682) — князь, воевода белзский (с 1660 года), краковский каштелян (с 1680 года), воевода краковский (с 1678 года), польный коронный гетман (с 1668 года), великий коронный гетман (с 1676 года), стражник польный коронный (с 1658 года), староста белоцерковский, каменецкий, солецкий, струмиловский, брагинский, любомльский.
Активный политический деятель времени правления Михаила Корибута Вишневецкого и Яна Собеского.

## История
Дмитрий принадлежал к древнему княжескому русско-литовскому роду Вишневецких. После смерти его отца, князя Януша Вишневецкого опеку над Дмитрием взял его близкий родственник князь Иеремия Вишневецкий.
За Дмитрия Вишневецкого (Димитрия Висьневецкого) как за крупного магната предполагал выдать свою младшую дочь княжну (Домну) Розанду или Локсандру, славившуюся своей красотой, наказной молдавский господарь князь Василий Лупул Албанец, но у него не получилось.
Вместе с Иеремией Вишневецким Дмитрий принимал участие в обороне Збаража и в битве под Берестечком во время восстания Б.Хмельницкого. Во время шведского потопа сначала был на стороне шведского короля Карла X Густава. Уже весной 1656 года он вернулся к польскому королю Яну II Казимиру. В 1658 году стал стражником польным коронным. В 1660 году он стал членом сената как воевода Белзкий. Связался с профранцузской партией, группировавшейся около польского короля и королевы Марии Людвики.
Во время рокоша Любомирского был на стороне двора, а весной уже 1668 года был назначен гетманом польным коронным. После отречения от трона Яна II Казимира стал сторонником австрийской партии, однако во время элекции (выборов короля) в 1669 году поддержал кандидатуру своего кузена князя Михаила Корибута Вишневецкого, сына Иеремии Вишневецкого. Как польный гетман участвовал в битвах с турками и татарами. Был участником Хотинской битвы, где командовал центром польского войска.
Первым браком был женат на Марианне Замойской (†1668). Имел от неё сына и троих дочерей. 10 мая 1671 года князь Дмитрий Ежи Вишневецкий женился вторично на богатейшей невесте Речи Посполитой княжне Теофиле Людвике Заславской (ок.1650-†1709), наследнице огромного состояния князей Заславских и Острожских. Брак оказался не счастливым. Князь игнорировал супругу, завёл в Люблине любовницу по имени Конкордия. Детей от второго брака у князя не было. После смерти мужа молодая вдова снова вышла замуж в январе 1683 года за князя Юзефа Кароля Любомирского, родив ему четверых детей.
После смерти короля поддержал австрийского кандидата принца Карла Лотарингского, однако после выбора Яна Собеского принял её. В 1676 году Дмитрий получил булаву гетмана великого коронного, однако не имел полководческих талантов, поэтому находился в тени короля Яна III Собеского. С самого начала карьеры находился в противостоянии с Собеским, был одним из главных оппозиционеров короля Яна III Собесского. Будучи сторонником Габсбургов противостоял намерениям польского короля на сближение с Францией.